# Госсюэн, Элоди
Элоди́ Госсюэ́н (фр. Élodie Gossuin; 15 декабря 1980, Реймс, Марна, Франция) — французская журналистка, политик, телеведущая и радиоведущая. В 2001 году она стала лауреаткой конкурса красоты Мисс Франция, затем победила на конкурсе Мисс Европа и в том же году заняла 10-е место на конкурсе Мисс Вселенная; с 2005 года в основном работает на телевидение и радио.

## На телевидении
В 2004 году участвовала в первом сезоне реалити-шоу La Ferme Célébrités, заняв 3-е место и выиграв 150 тысяч евро, которые были отправлены ею на благотворительность. Десять раз она участвовала в шоу Fort Boyard — выпуски 2001, 2003, 2008 (с мужем), 2009, 2011, 2012, 2014, 2018, 2019 и 2021 годов.
В 2021 году вела детское Евровидение в Париже.

## Личная жизнь

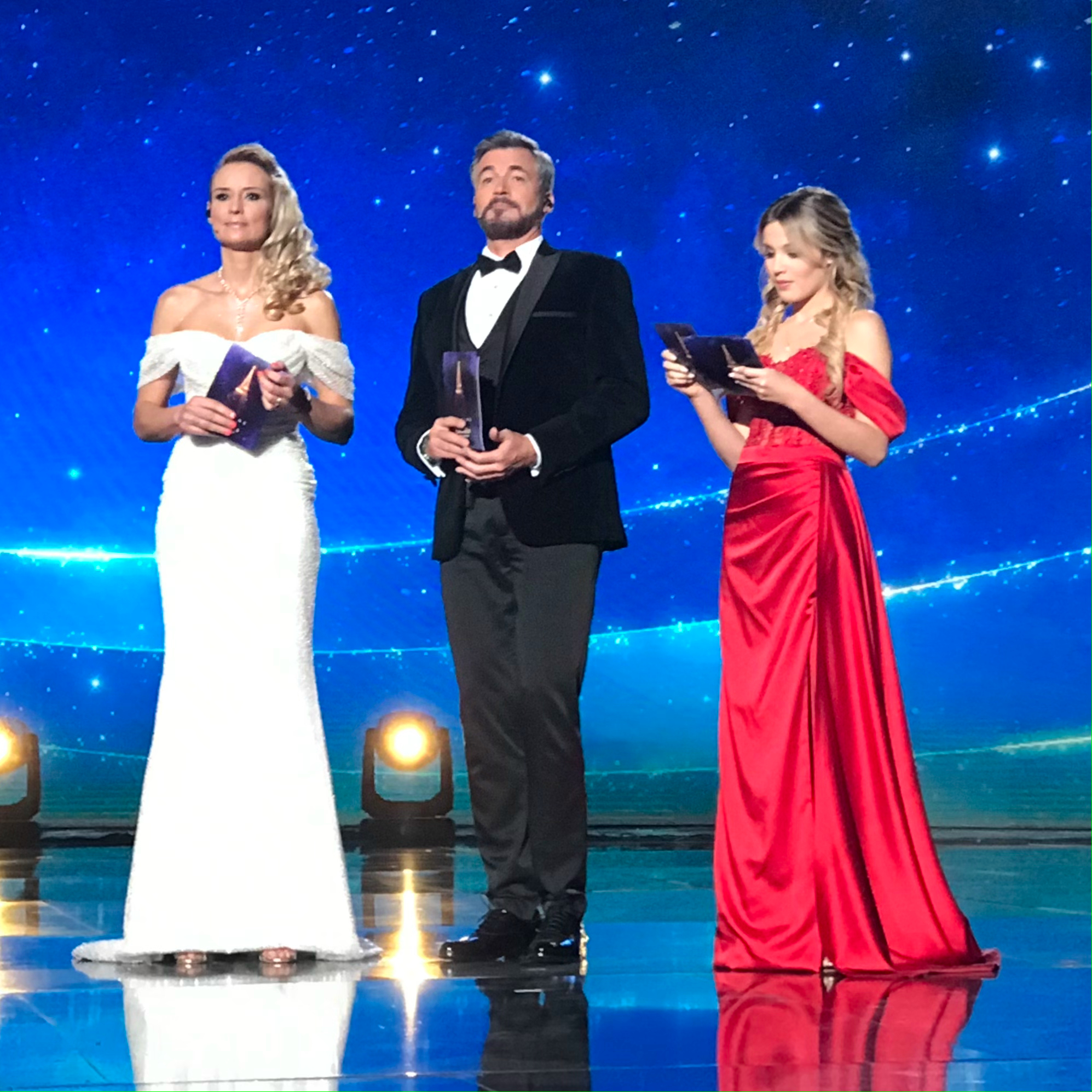
Элоди Госсюэн, Оливье Мин и Карла в качестве ведущих Детского Евровидения 2021 года

С 1 июля 2006 года замужем за Бертраном Лахари. У супругов есть четверо детей (две пары близнецов): сын и дочь Жюль и Роуз Лахари (род. 21 декабря 2007) и сын и дочь Леонар и Жозефин Лахари (род. 11 октября 2013).